# Кокс-Базар

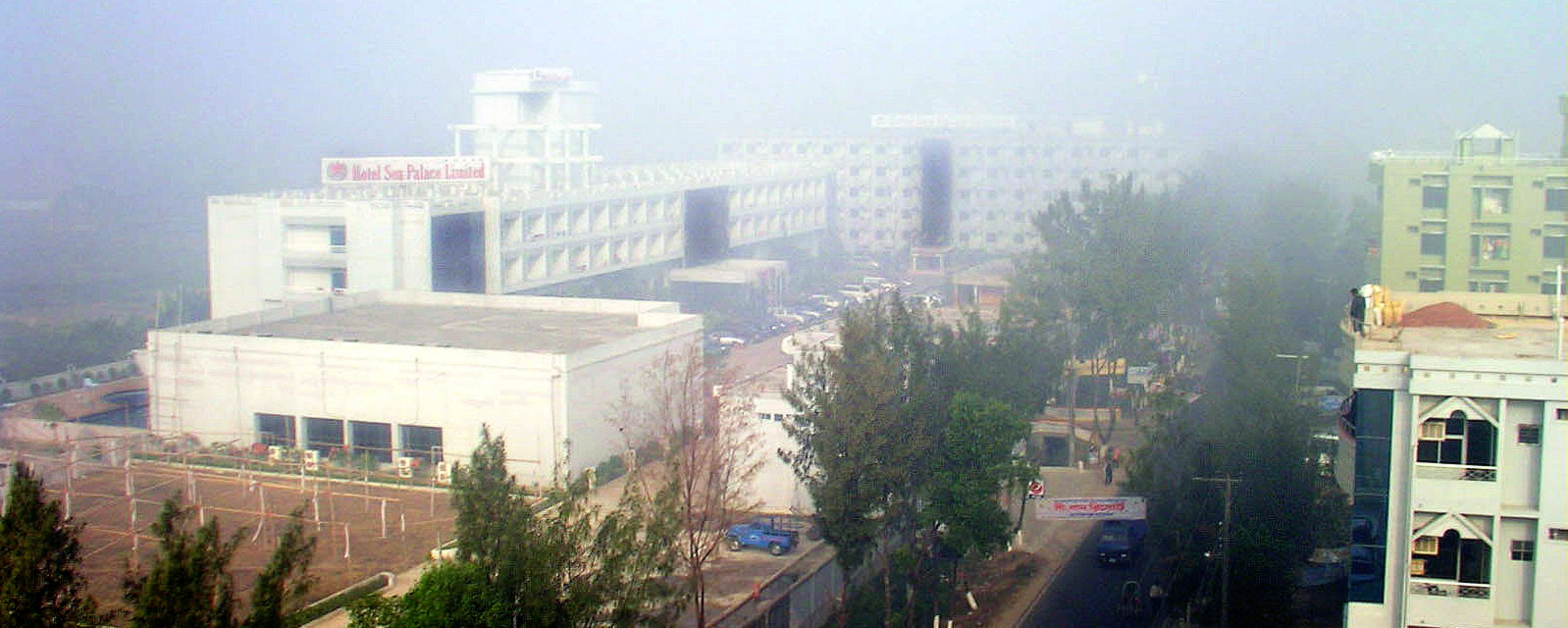
Кокс-Базар. Вид на район гостиниц

Ко́кс-База́р или Коксс-Базар — город в Бангладеш, центр одноимённого округа. Получил название по имени британского колониального чиновника Х. Кокса. Имеет второе, редко используемое, название Па́нова (англ. Panowa).
Важный морской рыболовный порт на побережье Бенгальского залива. Достаточно широкую известность город получил благодаря расположенным в его окрестностях пляжам, привлекающим большое количество туристов, в т. ч. иностранных.

## История
С IX века территория, на которой впоследствии возник город, находилась под властью правителей бирманского государства Аракан. В средние века и новое время здесь существовало несколько поселений. В 1666 году в результате похода армии Великого Могола местность перешла под власть Могольской империи. Считается, что Шах Шуджа, один из сыновей императора Шах-Джахана, основал на месте нынешнего Кокс-Базара населённый пункт под названием Дулахазара (букв. — тысяча паланкинов). Действительно, в черте города по сей день существует такая местность.
Во второй половине XVIII века данная территория перешла под контроль английской Ост-Индской Компании, и, соответственно, вошла впоследствии в состав Британской Индии. В 1790-е годы здесь появился крупный лагерь беженцев из Аракана, устремившихся сюда из-за войн между Араканом и другими бирманскими государствами. Администратором лагеря в 1794 году был назначен капитан Ост-Индской компании Хирам Кокс (англ. Hiram Cox), по имени которого получил название крупный базар, возникший на месте лагеря. Затем название перешло на возникший здесь город. Кокс-Базар получил статус отдельного муниципалитета в 1869 году.
До Второй мировой войны бо́льшую часть населения Кокс-Базара составляли бирманцы-араканцы, которые начали в большом числе возвращаться в Бирму из-за разрушений, причинённых городу в результате японских бомбардировок. Уход бирманского населения продолжился после предоставлении Британской Индии независимости в 1947 году.

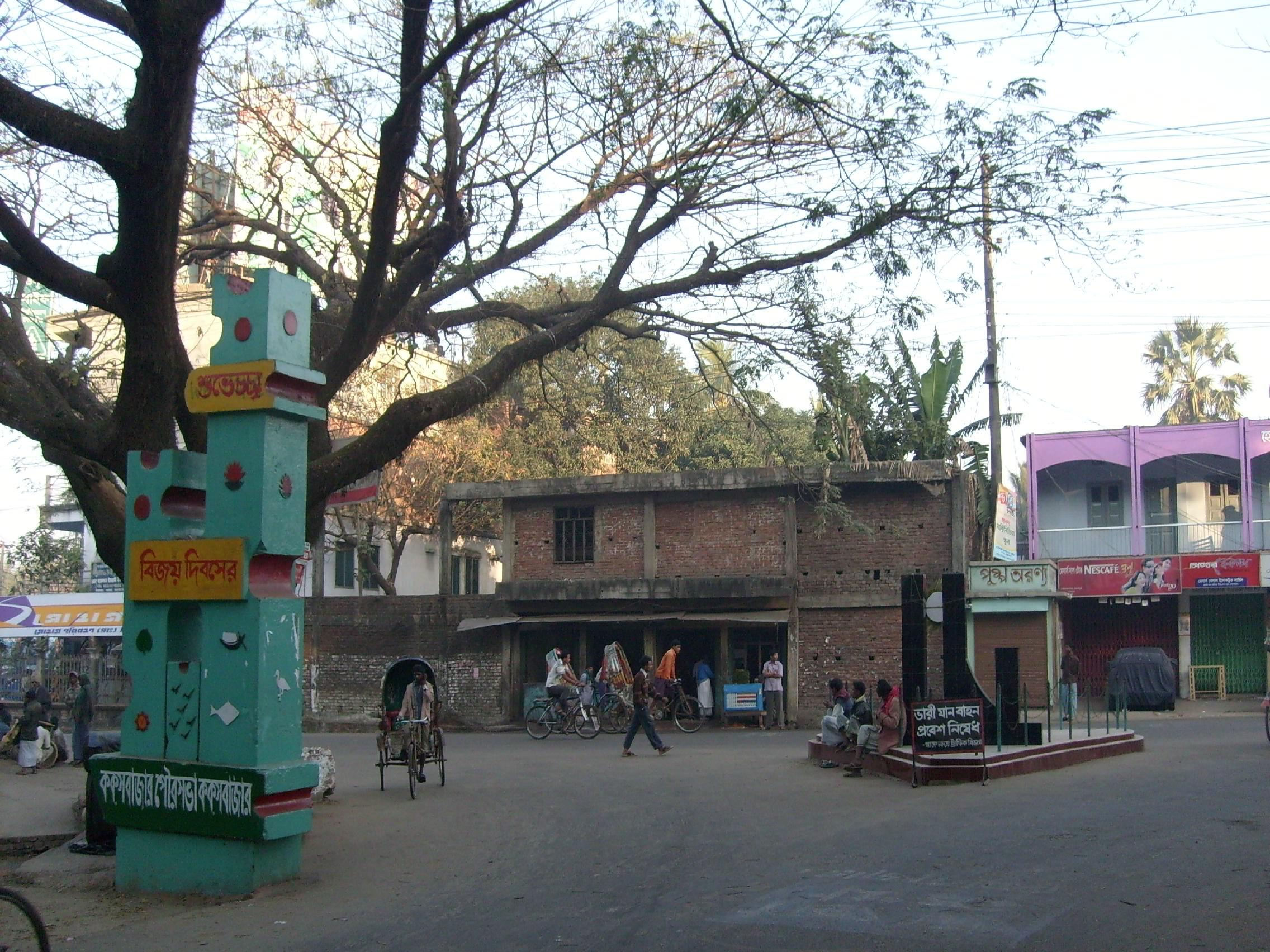
«Шохид-минар» в Кокс-Базаре — памятник павшим за независимость страны

После распада Британской Индии на Индию и Пакистан город вошёл в состав Восточного Пакистана. Во время индо-пакистанской войны 1971 года район Кокс-Базара был театром довольно интенсивных боевых действий. По военным объектам в районе города наносили удары самолёты индийского авианосца «Викрант», индийские корабли вели по ним также артиллерийский огонь. Индийские ВМС сделали попытку высадить у Кокс-Базара десант (один пехотный батальон), сорванную пакистанскими силами; индийцы потеряли всего 3 чел. убитыми, но от высадки отказались. После создания в результате войны независимого государства Бангладеш Кокс-Базар оказался в составе этой страны.
1991 год оказался катастрофическим для города — в апреле этого года сильнейший тайфун унёс жизни около 140 тыс. бангладешцев, из которых 70 % пришлось на Кокс-Базар и его окрестности.

## Климат
Климат Кокс-Базара в целом такой же, как и на остальной территории Бангладеш — тропический муссонный, с двумя сезонами: дождливым с мая по октябрь и сухим с ноября по апрель.
| Климат Кокс-Базара                                         | Климат Кокс-Базара | Климат Кокс-Базара | Климат Кокс-Базара | Климат Кокс-Базара | Климат Кокс-Базара | Климат Кокс-Базара | Климат Кокс-Базара | Климат Кокс-Базара | Климат Кокс-Базара | Климат Кокс-Базара | Климат Кокс-Базара | Климат Кокс-Базара |
| Месяц                                                      | Январь             | Февраль            | Март               | Апрель             | Май                | Июнь               | Июль               | Август             | Сентябрь           | Октябрь            | Ноябрь             | Декабрь            |
| ---------------------------------------------------------- | ------------------ | ------------------ | ------------------ | ------------------ | ------------------ | ------------------ | ------------------ | ------------------ | ------------------ | ------------------ | ------------------ | ------------------ |
| Средняя максимальная температура (°C)                      | 27                 | 28                 | 30,5               | 32                 | 33                 | 30.5               | 30                 | 30                 | 30,5               | 30,5               | 29                 | 27                 |
| Средняя минимальная температура (°C)                       | 14                 | 16                 | 20                 | 24                 | 25,5               | 25                 | 27                 | 25                 | 25                 | 24                 | 19                 | 15,5               |
| Осадки (мм)                                                | 25                 | 127                | 381                | 1067               | 3226               | 79                 | 9017               | 7061               | 3886               | 1829               | 838                | 254                |
| Bron: WeatherBase.Com; по состоянию на 25 января 2008 года |                    |                    |                    |                    |                    |                    |                    |                    |                    |                    |                    |                    |

## Население
По данным на 2009 год, в Кокс-Базаре проживало 60234 чел. Гендерный состав при этом имеет дисбаланс, характерный для Бангладеш вообще — 57,09 % мужчин, 42,91 % женщин. Этнический состав характеризуется преобладанием бенгальцев, но до сих пор бирманцы составляют очень значительную долю населения. В конфессиональном составе преобладают мусульмане-сунниты (свыше 80 %), имеется значительное число индуистов (16 %) и буддистов.
Уровень жизни населения города, как и по всей стране, крайне низкий. Грамотность среди взрослого населения — около 48 %.

## Экономика

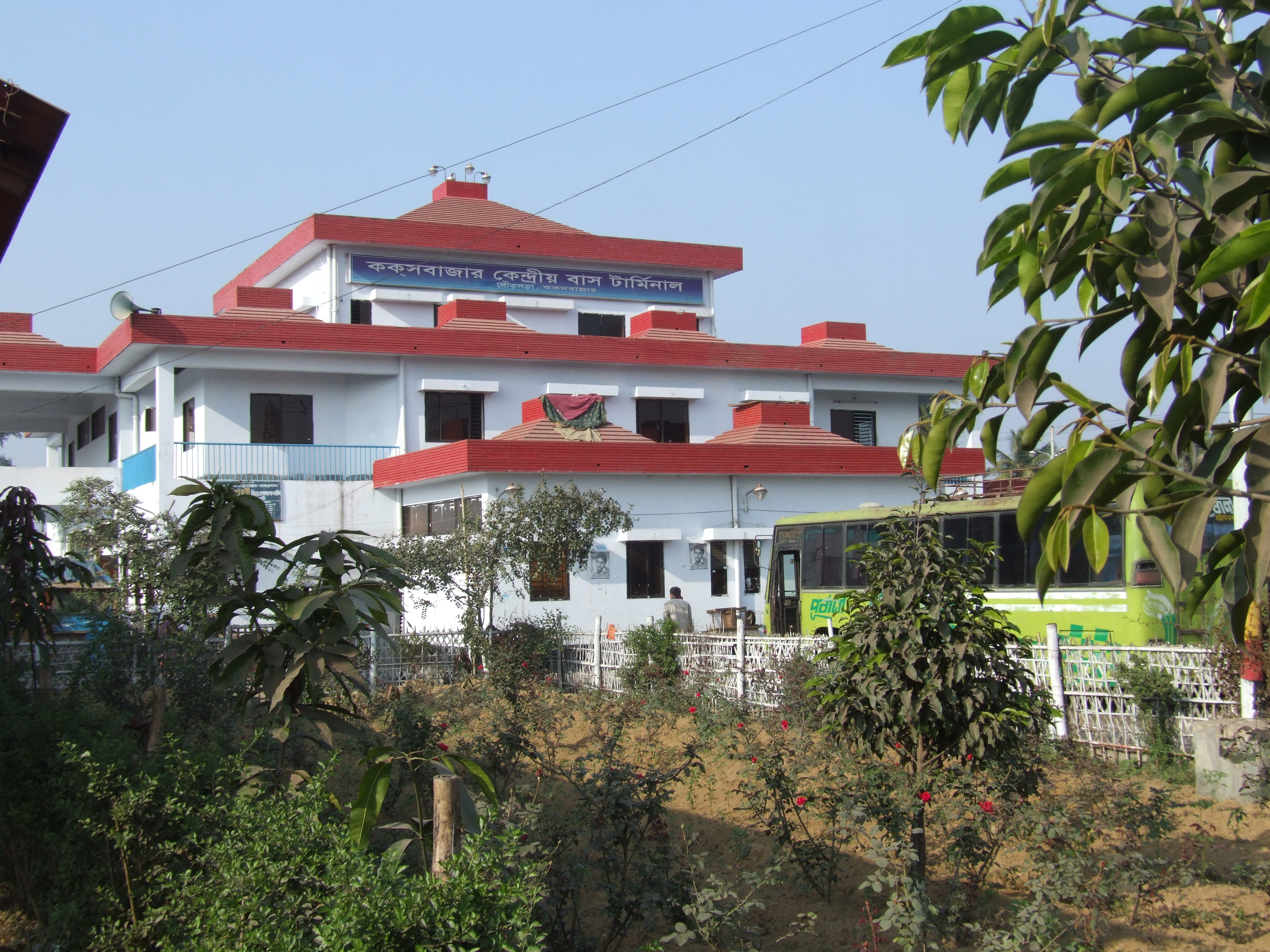
Здание автовокзала Кокс-Базара

Индустрия туризма приносит городу бо́льшую часть дохода. Кокс-Базар называют туристической столицей Бангладеш. Усилия по развитию туристического бизнеса приносят определённый позитивный результат (в 2002 году в районе Кокс-Базара открылся первый в этой местности пятизвёздочный отель), но пока Кокс-Базар так и не стал широко популярен среди иностранцев, хотя число иностранных туристов растёт. Правительство страны и предпринимательские круги прилагают усилия по сооружению новых качественных отелей мирового уровня.
Традиционная отрасль хозяйства Кокс-Базара — рыболовство. В рамках работы по интенсификации и модернизации рыболовства в 1991 году в Кокс-Базаре было открыто отделение бангладешского Института исследований рыболовства. Промышленность представлена предприятиями по перереботке рыбы и обслуживанию рыболовного порта. Тем не менее, рыболовство и добыча морепродуктов по сей день носят в значительной степени кустарный характер. В Кокс-Базаре также находится одна из очень немногих в Бангладеш ферм по выращиванию морепродуктов (креветок), в том числе и на экспорт.
В Кокс-Базаре находится одна из баз ВМС Бангладеш.

## Достопримечательности
Кокс-Базар известен прежде всего своими превосходными пляжами, общая протяжённость которых достигает 125 км — это самый длинный естественный пляж в мире (в 2009 году пляжи вошли в шортлист конкурса «Семь новых чудес природы»). Пляжи Кокс-Базара являются чрезвычайно популярным местом отдыха бангладешцев, но иностранный туризм развит пока весьма слабо — в первую очередь, из-за неразвитой инфраструктуры, также из-за религиозных ограничений — женщинам не рекомендуется находиться там обнажёнными, в купальных костюмах.
Туристов также привлекает находящийся в 50 км от Кокс-Базара сафари-парк Дулхазара.
Окрестности города примечательны районом компактного проживания буддистов Раму, начинающимся уже в 10 км от города. Там расположено множество буддистских храмов, сооружённых для религиозных нужд проживавших здесь бирманцев. Эти храмы и в настоящее время активно посещаются бангладешскими буддистами, компактно проживающими в нескольких районах юго-востока страны. Облик города также сохранил заметные бирманские черты.

## События
В ноябре — декабре 2012 года Кокс-Базар стал местом проведения VIII Азиатско-Тихоокеанской астрономической олимпиады.